# ميدل أوف أونر: إنفوتايتر
ميدل أوف أونر: إنفوتايتر (بالإنجليزية: Medal of Honor: Infiltrator)، هي لعبة فيديو بريطانية، وهي من تطوير نيثروك ليميتد، ومن نشر إلكترونيك آرتس، صدرت في الأسواق سنة 2003، وتعمل حصرياً لمنصة نينتندو دي إس.